# Étalans (comuna suprimida)
Étalans era una comuna francesa situada en el departamento de Doubs, de la región de Borgoña-Franco Condado, que el 1 de enero de 2017 fue suprimida al fusionarse con las comunas de Charbonnières-les-Sapins y Verrières-du-Grosbois, y formar la comuna nueva de Étalans.

## Demografía antes de fusión
| Gráfica de evolución demográfica de Étalans (comuna suprimida) entre 1800 y 2014 |
|                                                                                  |

Los datos demográficos contemplados en este gráfico de la comuna de Étalans se han cogido de 1800 a 1999 de la página francesa EHESS/Cassini, y los demás datos de la página del INSEE.